# Battaglia di Eutaw Springs
La battaglia di Eutaw Springs venne combattuta il 8 settembre 1781 nelle vicinanze di Eutawville in Carolina del Sud, nell'ambito dei più vasti eventi del teatro meridionale della guerra d'indipendenza americana.
La battaglia si originò quando l'armata americana del generale Nathanael Greene, in marcia nella Carolina del Sud meridionale, incappò nell'accampamento di una forza britannica agli ordini del colonnello Alexander Stewart: nella confusa battaglia che ne seguì, gli americani furono inizialmente in grado di mettere in rotta i britannici, ma non riuscirono a sfruttare il successo e furono ributtati indietro da un successivo contrattacco delle forze di Stewart, obbligando Greene a una ordinata ritirata dal campo di battaglia. Benché vittorioso sul campo, il successo di Stewart si rivelò sterile di risultati su un piano strategico e dopo la battaglia il controllo britannico sulla Carolina del Sud si ridusse a poche enclavi lungo la costa.
Il luogo della battaglia è oggi preservato come Eutaw Springs Battleground Park, inserito nel National Register of Historic Places dal 1970.

## Antefatti
All'inizio del 1781 il maggior generale Nathanael Greene, comandante del dipartimento meridionale dell'Esercito continentale americano, diede inizio a una campagna per liberare le regioni interne della Carolina del Sud dall'occupazione militare britannica. Il primo importante obiettivo degli americani fu la liberazione della cittadina di Ninety Six, fortificata e tenuta da una guarnigione britannica: il 22 maggio 1781 le truppe americane posero l'assedio a Ninety Six, ma dopo circa un mese la guarnigione britannica continuava a resistere e a Greene giunse notizia che una forza di soccorso agli ordini del generale Francis Rawdon-Hastings era in arrivo da Charleston.
Gli americani sferrarono un assalto a Ninety Six il 18 giugno, ma furono respinti e per evitare di affrontare una battaglia campale con le truppe di Rawdon-Hastings Greene decise di ritirarsi in direzione di Charlotte. Rawdon-Hastings seguì gli americani per diversi giorni, ma dovette infine abbandonare l'inseguimento perché le sue truppe, spossate dalle marce forzate, difettavano di sufficienti rifornimenti per proseguire; visto che Ninety Six era rimasta l'unica posizione tenuta dai britannici nell'entroterra della Carolina del Sud dopo la capitolazione di Augusta il 6 giugno, Rawdon-Hastings decise di abbandonare anche quest'ultima piazzaforte dopo averla data alle fiamme e di ritirarsi con tutti i suoi uomini sulla più sicura Charleston sulla costa. In pessime condizioni di salute, Rawdon-Hastings rientrò in Gran Bretagna in agosto, lasciando le forze britanniche a Charleston sotto il comando del colonnello Alexander Stewart.
Il 16 luglio Greene mosse in avanti la sua armata, esausta dopo mesi di marce e combattimenti, andando ad accamparsi nella regione collinare di High Hills of Santee, dove le sue truppe potevano riposare in attesa dell'arrivo di nuovi rinforzi. Il 23 agosto Greene si mosse verso Camden per traghettare la sua armata oltre il fiume Wateree, e quindi verso la località di Howell's Ferry per valicare anche il fiume Congaree; il 4 settembre gli americani si accamparono nei pressi di Fort Motte, per poi spostarsi tra il 5 e il 6 settembre verso la piantagione Stoudenmyer.
Nel frattempo, il 13 agosto il colonnello Stewart aveva condotto una forza di 2 300 uomini a Orangeburg e quindi alla piantagione Thompson, a sud del fiume Congaree; il 27 agosto i britannici si spostarono quindi a Eutaw Spring, una zona boscosa presso il torrente Eutaw, un tributario del fiume Santee, nei pressi della odierna Eutawville.

## Forze in campo
Alle 04:00 dell'8 settembre 1781 l'armata di Greene si mise in marcia dal suo accampamento alla piantagione Burdell alla volta di Eutaw Springs, distante circa 11 chilometri; in totale, Greene aveva ai suoi ordini 2 400 uomini anche se 200 di essi furono lasciati indietro per proteggere il lento convoglio con i bagagli dell'armata.
L'avanguardia dell'armata americana era rappresentata dalla Lee's Legion del colonnello Henry Lee III, un'unità scelta di dragoni e fanteria leggera dell'Esercito continentale, più un contingente di 73 fanti e 72 cavalleggeri della milizia della Carolina del Sud sotto il comando rispettivamente del tenente colonnello John Henderson e del capitano Wade Hampton I; seguivano nella colonna 40 dragoni e 200 fanti continentali sotto il generale di brigata Francis Marion con alle loro spalle 150 miliziani della Carolina del Nord sotto il colonnello Francis de Malmedy e 307 miliziani della Carolina del Sud agli ordini del generale di brigata Andrew Pickens. Il centro e il retro della colonna erano composti da altre unità di continentali: tre battaglioni di fanteria leggera della Carolina del Nord sotto il generale di brigata Jethro Sumner, due battaglioni della Virginia sotto il tenente colonnello Richard Campbell e due del Maryland sotto il tenente colonnello John Eager Howard, accompagnati da tre cannoni leggeri da 3 libbre e due cannoni medi da 6 libbre; chiudevano la colonna i dragoni continentali del tenente colonnello William Washington (un cugino di George Washington) e alcune compagnie del Delaware sotto il capitano Robert Kirkwood.
Il colonnello Stewart aveva ai suoi ordini una forza compresa tra i 1 800 e i 2 000 uomini, in parte regolari britannici e in parte miliziani americani "lealisti": i regolari provenivano dal 3rd, 63rd e 64th Regiment of Foot oltre a 300 fanti leggeri del battaglione del maggiore John Marjoribanks (un'unità composita formata da uomini provenienti da vari reggimenti); i lealisti erano invece rappresentati da 150 fanti e 50 cavalleggeri provenienti rispettivamente dalla DeLancey's Brigade e dalla milizia lealista della Carolina del Sud. Il parco d'artiglieria di Stewart comprendeva due cannoni da 6 libbre, uno da 4 libbre, uno da 3 libbre e un archibusone.

## La battaglia

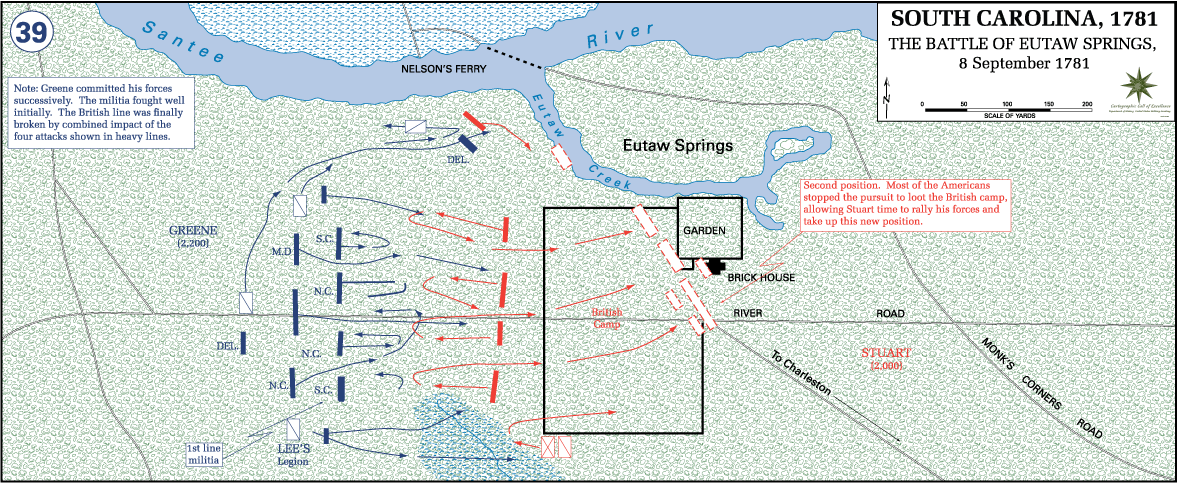
Schema della battaglia: in blu le forze americane, in rosso quelle britanniche

Al fine di compensare una carenza di vettovaglie nelle sue scorte, la mattina dell'8 settembre Stewart aveva inviato fuori dal suo campo varie unità di foraggiatori perché raccogliessero viveri dalle zone circostanti; gli uomini così impegnati erano disarmati salvo che per alcuni distaccamenti posti di guardia. Intorno alle 08:00, il capitano John Coffin e un distaccamento di lealisti della Carolina del Sud a cavallo stavano conducendo una ricognizione davanti alla forza principale di Stewart quando si imbatterono in un contingente montato di rivoluzionari sotto il maggiore John Armstrong, spintosi in avanti per esplorare la strada che avrebbe percorso l'armata di Greene; gli uomini di Coffin si lanciarono all'inseguimento di Armstrong, che si ritirò attirandoli in un'imboscata da parte dei soldati della Lee's Legion: Coffin riuscì a fuggire, ma dovette lasciare sul terreno 4 o 5 dei suoi uomini uccisi e più di 40 presi prigionieri.
L'armata di Greene si fece avanti in direzione dell'accampamento britannico, dove Stewart, avvertito da Coffin, stava mobilitando le sue truppe. Quando gli americani scoprirono infine la posizione del campo britannico si schierarono per la battaglia in tre linee, con la milizia e i pezzi da 3 libbre a formare la prima linea, i continentali del Maryland, della Virginia e della Carolina del Nord e i pezzi da 6 libbre a formare la seconda linea, e la cavalleria di Washington e i fanti del Delaware in terza linea. Gli americani sferrarono il loro attacco alle 09:00, aprendo il fuoco con l'artiglieria e inviando in avanti la milizia e le truppe montate e appiedate del colonnello Lee; si scatenarono subito duri scontri corpo-a-corpo quando la milizia entrò in contatto con la linea formata dai reparti britannici: alcuni miliziani furono presi dal panico e fuggirono, ma altri tennero il campo e arrivarono a sparare anche 17 salve di moschetteria prima di ricevere l'ordine di ripiegare e farsi sostituire in prima linea dai continentali della Carolina del Nord.
I continentali della Carolina fronteggiarono il contrattacco dei britannici ma furono ributtati indietro da una carica alla baionetta, riuscendo tuttavia a riformare la linea e bloccare una seconda volta il nemico. Greene ordinò quindi ai continentali del Maryland e della Virginia di sopravanzare i regolari della Carolina e ingaggiare i britannici, obbligando il nemico a ritirarsi in direzione del suo accampamento; tuttavia, rimasero due centri di resistenza britannici: il maggiore Henry Sheridan si asserragliò nella magione di Brick House con un gruppo di soldati e un archibusone, mentre il maggiore Marjoribanks riunì la sua fanteria leggera sul fianco settentrionale. I dragoni a cavallo di Washington tentarono di scacciare dal campo i fanti di Marjoribanks, ma lo stesso Washington fu disarcionato, ferito e preso prigioniero nel corso dello scontro; Marjoribanks quindi si ritirò in direzione di Brick House.
Brick House divenne ora il punto focale della battaglia: l'artiglieria americana tentò inutilmente di scacciare i britannici dalla costruzione, che divenne un punto di raccolta e riorganizzazione per i reparti di Stewart. Il maggiore Marjoribanks mosse quindi al contrattacco assalendo il fianco sinistro americano nel terreno aperto davanti alla magione: l'azione fu un successo, ma il maggiore cadde ferito a morte nello scontro. Secondo Stewart, gli americani «cedettero su tutta la linea, lasciando indietro sul campo due cannoni da sei libbre e più di duecento uccisi in azione, sessanta prigionieri tra cui il colonnello Washington, e circa ottocento feriti».
Secondo il generale continentale Otho Holland Williams, le truppe americane persero tempo a saccheggiare l'accampamento britannico e un contrattacco contro la sinistra britannica da parte della cavalleria di Lee fallì; a questo punto Greene dispose la ritirata, ordinando di portare via al campo tutti i feriti. L'armata di Greene ripiegò ordinatamente verso la piantagione Burdell in formazione di colonna, con un picchetto di cavalleggeri a protezione della retroguardia; secondo Greene, «nient'altro che la Brick House e la sua forte posizione sul torrente Eutaw impedirono ai resti dell'armata britannica di cadere nelle nostre mani».

## Conseguenze
Il conteggio ufficiale britannico delle perdite riportate nello scontro arrivò a un totale di 85 morti, 351 feriti e 257 dispersi; Greene, invece, riferì di aver preso prigionieri 500 soldati britannici, tra cui 70 feriti. Quando Stewart lasciò la zona di Eutaw Springs il 9 settembre lasciò indietro con l'assistenza di un chirurgo 54 dei suoi feriti giudicati intrasportabili, i quali furono poi fatti prigionieri dagli americani: questi uomini furono conteggiati nel rapporto ufficiale di Stewart come "feriti" mentre i restanti 16 feriti britannici catturati da Greene furono indicati come "dispersi". La disparità tra il totale di 257 dispersi indicato da Stewart e il totale di 500 prigionieri conteggiato da Greene potrebbe dipendere dal fatto che Stewart considerò la cattura di diversi dei suoi uomini impegnati in missioni di foraggiamento come un evento separato dalla battaglia stessa, escludendoli quindi dal computo delle perdite riportate nello scontro. Includendo la cattura dei foraggiatori, e conteggiando i 54 feriti lasciati indietro il 9 settembre nella categoria dei "prigionieri" piuttosto che in quella dei "feriti", questo porta il conteggio delle predite britanniche a Eutaw Springs a 85 morti, 297 feriti, 70 feriti presi prigionieri e 430 altri prigionieri.
Vi furono tre successive versioni del conteggio delle perdite americane a Eutaw Springs. Il primo rapporto, compilato poco dopo la battaglia, diede un totale di 251 morti, 367 feriti e 74 dispersi; un secondo resoconto, compilato più avanti e reso pubblico dal Congresso, ridusse invece le perdite a 138 morti, 375 feriti e 41 dispersi. Il terzo e ultimo resoconto, compilato il 25 settembre 1781, fissò infine il totale a 119 morti, 382 feriti e 78 dispersi; i britannici riferirono di aver catturato 60 americani nello scontro, tra cui il colonnello William Washington, oltre ad aver preso al nemico due pezzi d'artiglieria.
La pioggia impedì ai contendenti di riprendere lo scontro il 9 settembre; Stewart decise di non attendere il miglioramento del tempo: seppelliti i suoi caduti, distrutti i rifornimenti ammassati e lasciati indietro i feriti intrasportabili, il colonnello si ritirò in direzione di Moncks Corner. Greene inseguì i britannici fino alla località di Martin's Tavern l'11 settembre; per quella data, Stewart ormai era abbastanza vicino a Charleston per ricevere supporto dalla sua numerosa guarnigione.
Sia Stewart che Greene, in lettere inviate ai loro superiori, rivendicarono con forza di aver riportato una chiara vittoria nella battaglia. Benché i britannici potessero rivendicare un certo successo tattico nello scontro di Eutaw Springs, da un punto di vista strategico furono gli americani ad aggiudicarsi i migliori risultati: l'incapacità mostrata dalle forze di Stewart nel fermare le continue operazioni dell'armata di Greene portarono al loro definitivo abbandono del controllo delle regioni interne della Carolina del Sud, lasciando in mano alla Gran Bretagna solo delle isolate enclave a Wilmington, Charleston e Savannah. Il tentativo della Gran Bretagna di pacificare le più meridionali delle Tredici colonie con il supporto dei numerosi lealisti locali era ormai naufragato da ben prima della decisiva sconfitta nella battaglia di Yorktown.